# Main Street (2010)
Main Street ist ein US-amerikanischer Spielfilm von John Doyle aus dem Jahr 2010.

## Handlung
Das kleine Städtchen Durham in North Carolina steht vor existentiellen Schwierigkeiten. Immer mehr kleine Läden schließen und immer mehr Menschen verlassen die Stadt, um in die Nähe großer Einkaufszentren zu ziehen. Auch die alte Georgiana Carr denkt daran, ihr Haus zu verkaufen, in dem sie ihr ganzes Leben lang gewohnt hat, kann sie sich den Unterhalt des riesigen Gebäudes doch nicht mehr leisten. Die Situation ändert sich, als der ihr unbekannte Gus Leroy ein altes Lagerhaus anmietet, das sich in Georgianas Besitz befindet. Erst nach einiger Zeit wird deutlich, dass das Gebäude als Zwischenlager für Sonderabfälle genutzt wird. Die Bewohner des Städtchens sind besorgt und Georgiana will, unterstützt von ihrer Nichte Willa, einer Verlängerung des Mietvertrages nicht zustimmen. Gus Leroy kann sie jedoch überzeugen, ihm die Lagerhalle einen weiteren Monat zu vermieten. Bis dahin will er die Stadtverwaltung vom Nutzen seiner Firma überzeugen, plant sie doch einen Ausbau des Standortes in Durham, was anderen sterbenden Städten wieder zum Aufschwung verholfen hat. Georgiana stimmt einer einmonatigen Verlängerung des Mietvertrages zu. Gus plant, am nächsten Tag mit der Stadtverwaltung zu sprechen und so einen Vertrag zwischen Stadt und seinem Unternehmen für fünf Jahre beschließen zu können.
Die junge Mary Saunders arbeitet bei Rechtsanwalt Howard Mercer, mit dem sie eine geheime Affäre hat. Ihren Sandkastenfreund, den Polizisten Harris Parker, liebt sie zwar, verheimlicht ihm jedoch ihre Affäre. Als sie erfährt, dass Howard verheiratet ist und zwei Kinder hat, stellt sie ihn zur Rede. Am nächsten Tag wird sie entlassen und plant nun, in eine Großstadt zu gehen und so die Kleinstadt Durham mit all den Erinnerungen hinter sich zu lassen. Harris, der in Durham seine kranke Mutter pflegt, bezeichnet sie als Feigling, weil er nie die Stadt verlassen könnte. Dennoch fährt er sie am nächsten Tag zum Flughafen.
An diesem Tag regnet es stark. Während Gus mit der Stadtverwaltung spricht und die Verwaltung vom Nutzen der Mülllagerung für die Stadt überzeugen kann, wird Harris, der Mary in seinem Streifenwagen zum Flughafen bringt, zu einem Einsatz gerufen. Mehrere Transporter, die Behälter mit Sondermüll zum Lager in Durham bringen sollten, sind auf der regennassen Straße von der Bahn abgekommen und eine Böschung hinuntergestürzt. Gus, der zum Unfallort gerufen wird, ist entsetzt. Es stellt sich jedoch heraus, dass keiner der Behälter beschädigt wurde. Eine Katastrophe wurde von der Stadt abgewendet, doch scheinen sich die Pläne von Gus mit dem Unfall zerschlagen zu haben. Er zweifelt nun an seiner Arbeit, befürchtet, entlassen zu werden, und entscheidet sich am Ende zu kündigen. Mary, die durch den Einsatz ihr Flugzeug verpasst hat, bleibt in Durham und kommt wieder mit Harris zusammen. Georgiana hat ihr Haus verkauft und zeigt sich mit der Neubesitzerin zufrieden.

## Produktion
Main Street wurde von April bis Mai 2009 vor Ort in Durham gedreht. Das Drehbuch schrieb Horton Foote, der 1963 für das Drehbuch zum Film Wer die Nachtigall stört mit einem Oscar ausgezeichnet wurde. Foote verstarb 2009, Main Street ist sein letztes vollendetes Drehbuch.
Main Street wurde im Mai 2010 auf dem Marketplace in Cannes zeitgleich zum Filmfestival gezeigt, lief anschließend aber nur auf kleinen Festivals an, darunter dem Austin Film Festival, im Oktober 2010 auf dem Heartland Film Festival in Indianapolis und dem Filmfestival in Sedona, Arizona, im November 2010.
Erst im Zuge der Oscarnominierung und späteren Auszeichnung Colin Firths für The King’s Speech erhielt auch Main Street erneute Aufmerksamkeit und wurde am 17. November 2011 in Deutschland auf DVD und Blu-Ray veröffentlicht.

## Kritik
„Namhafte Hollywoodstars bevölkern ein kunstvoll verschachteltes Beziehungs- und Familiendrama vor dem Hintergrund einer Wirtschaftskrise, die sich besonders dramatisch manifestiert in den Kleinstädten jenseits der Ballungszentren an den Küsten. Als Drehbuch diente das letzte Werk des 2009 verstorbenen Pulitzerpreisträgers und Hollywoodveteranen Horton Foote (‚Wer die Nachtigall stört‘), was mit ein Grund dafür sein dürfte, warum sich Leute wie Colin Firth, Ellen Burstyn und Orlando Bloom zur Teilnahme nicht lang bitten ließen.“